# Surear
El término surear problematiza y contrasta el carácter ideológico del término nortear (norte: arriba, superior; sur: abajo, inferior), dando visibilidad a la perspectiva del sur como una forma de desafiar la lógica eurocéntrica dominante desde la que se presenta el norte como referencia universal.
El vocablo es un posicionamiento crítico a las representaciones que generan las referencias espaciales y de orientación entre el eje Norte-Sur y las tensiones que surgen de esta relación. Tales representaciones trascienden a las lecturas del mundo, los puntos de vista, a través de la Historia, la Geografía, la Literatura y los discursos que marcan las percepciones del entorno.

## Origen
En 1991, el físico brasileño Marcio D’Olne Campos publicó el texto "A Arte de sulear-se" en el que, por primera vez, menciona los términos "surearse" y "sureamiento". En esta publicación, Marcio Campos cuestiona la demarcación de ciertos espacios y tiempos, periodos y épocas de la Historia Universal y de la Geografía que fue impuesta por países considerados centrales en el planeta.
Con respecto a la orientación espacial, por ejemplo, especialmente en lo que se refiere a los puntos cardinales, las reglas prácticas que se enseñan son prácticas solo para aquellos ubicados en el hemisferio norte y desde allá nortearse. Esta perspectiva influyó directamente en la elaboración de los globos terrestres, mapas y materiales didácticos, en los cuales el hemisferio norte siempre se presentó hacia arriba, en una posición superior al sur.
Marcio Campos afirma que “en cualquier punto de referencia de observación, el Sol naciente del lado del oriente permite la orientación. En el hemisferio norte, la Estrella Polar, Polaris, permite el norteamiento. En el hemisferio sur, el Crucero del Sur permite el 'sureamiento'”. Y problematiza: “Pese a esto, en nuestras escuelas se sigue enseñando la regla práctica del norte, es decir, con la mano derecha hacia el lado naciente (este), tenemos el oeste a la izquierda, el norte al frente y el sur detrás, con esta pseudo-regla-práctica tenemos un esquema corporal que, por la noche, nos deja de espaldas al Crucero del Sur, la constelación fundamental para el acto de 'surearse'. ¿No sería mejor si usamos la mano izquierda apuntando hacia el oriente?”.

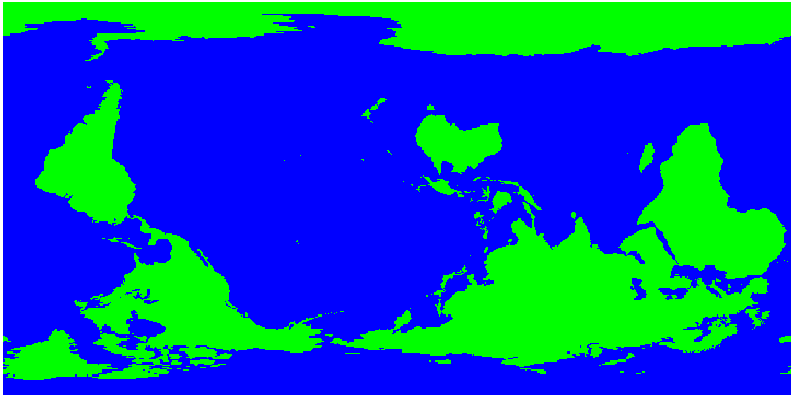
Mapa invertido

Al argumentar que es necesario insistir en la regla de colocar la mano izquierda apuntando hacia el lado naciente u oriente y así mirar hacia el sur en el acto de 'surear', Marcio D'Olne Campos explica que la regla de orientar para el lado del oriente significa seguir mirando hacia el norte y sus habitantes norteados, manteniendo una regla que nos desnortea. Sureando “integramos esquema corporal y lateralidad de forma coherente entre el cielo y la tierra, percibiendo nuestro horizonte, nuestro entorno”.
Estas propuestas reflexivas ilustradas en el campo espacial y de orientación trascienden a otros ámbitos de manera interdisciplinaria, buscando replantear la imposición de estas convenciones en nuestro hemisferio y cuestionar este “carácter solo informativo y libresco impreso a la Educación en países periféricos, es decir, del tercer mundo". Marcio D’Olne también destaca la notable “presencia de la connotación ideológica en las referencias del Norte con las que llevamos la semilla de la dominación. Este semilla se hace explícita con frecuencia en oposiciones tales como: Norte/Sur, arriba/abajo, subir/bajar, superior/inferior, central/periférico, desarrollado/en desarrollo".

## Paulo Freire y el surear
En 1992, Paulo Freire, gran educador, pedagogo y filósofo brasileño, utiliza la palabra “surearlos” en contraposición al verbo nortear en la página 15 del libro Pedagogía de la Esperanza, que propone “Un reencuentro con la pedagogía del oprimido”. Aunque el término no aparezca en los diccionarios de la lengua portuguesa, Freire llama la atención sobre la connotación ideológica de los términos nortear, nortearlo, nortearse, orientación, orientarse y otras derivaciones, citando como referencia al físico Marcio D'Olne Campos.
En aquel momento, Paulo, Ana Maria Araújo Freire y Marcio D’Olne Campos mantuvieron varios diálogos sobre la oposición nortear / surear y ese interés llevó a la elaboración de la nota 15 ubicada en la página 218 del libro: '15. “Surearlos”. “Quien advirtió primero a Freire sobre la ideología implícita en tales palabras, marcando las diferencias de niveles de 'civilización' y de 'cultura', bien al gusto positivista, entre el hemisferio norte y el sur, entre el 'creador' y el 'imitador'', fue el citado físico - Marcio Campos - actualmente dedicado a la etnociencia, etnoastronomía y educación ambiental".
Al tratar de entender a sus alumnos-interlocutores desde su lugar de habla, Freire hace un autocrítica ante el hecho de que no siempre se transporta al referencial de pensamiento-acción de los alumnos durante el diálogo y, en el cuerpo del texto, afirma que “a pesar de algunos años de experiencia como educador, con trabajadores urbanos y rurales, todavía casi siempre partía de mi mundo, sin más explicación, como si él debiera ser el 'Sur' quien los orientara. Era como si mi palabra, mi tema, mi lectura del mundo, en sí mismos y por sí mismos, tuvieran el poder de 'surearlos' ”(p. 15).
También en la nota 15 del libro, Freire hace una serie de preguntas basadas en las “observaciones-denuncias del profesor  Márcio Campos preguntándonos con la intención de provocar nuestra reflexión: 'dar la espalda' o ‘volver la espalda’ o dejarnos de espaldas al Crucero del Sur - signo de la bandera, símbolo brasileño, punto de referencia para nosotros - ¿No sería una actitud de indiferencia, desprecio, desdén por nuestras propias posibilidades de construcción local de un saber que sea nuestro, por las cosas locales y concretamente nuestras? ¿Por qué eso? ¿Cómo surgieron y se perpetuaron entre nosotros? ¿A favor de quién? ¿A favor de qué? ¿Contra qué? ¿Contra quién en esta forma de leer el mundo?”.
Marcio D’Olne Campos reconoce la importancia del educador Paulo Freire y comprende por qué algunos estudiosos le atribuyen la creación del término / verbo surear. Sin embargo, enfatiza que lo que hizo con su sabiduría fue valorarlo, enriqueciéndolo y difundiéndolo.
El término “surear”, en la concepción de Paulo Freire, se asocia, específicamente, a la epistemología del conocimiento con la defensa y valorización de la identidad nacional y del contexto local de los estudiantes en el proceso educativo y de lectura del mundo. Surear pensamientos y prácticas es una perspectiva que se anuncia en el pensamiento freireano para fortalecer la construcción de prácticas educativas emancipadoras.
En 2008, se lanzó el Diccionario Paulo Freire, organizado por Streck, Redin y Zitkoski, con el objetivo de explicar palabras utilizadas en las obras del educador, ayudando a comprender su entorno teórico-práctico. En el diccionario, dentro de la entrada Surear, Adams explica que, para Freire, los proyectos y planes autónomos, generalmente inviables, deberían tener espacio en lugar de esquemas y recetas importados. Además, el término se opone a estos “procesos de copias de modelos extranjeros que continúan hasta nuestros días, en todos los ámbitos de la organización social, incluido el lenguaje”.
Desde esta perspectiva, Freire convoca nuestra mirada a los elementos sureadores, contrahegemónicos, para denunciar la supuesta neutralidad epistemológica de una ciencia ligada a los intereses capitalistas, casi siempre producidos en los países del norte.

## La Lingüística Aplicada y las "voces del Sur"
Inspirándose en la pedagogía emancipadora difundida por Paulo Freire y en los estudios sobre la descolonización del conocimiento, la búsqueda de nuevas epistemologías del saber, desarrollados por Edgardo Lander, Walter Mignolo, Aníbal Quijano, Arturo Escobar, Boaventura de Sousa Santos, Enrique Dusell, entre otros, investigadores brasileños de la Lingüística Aplicada comenzaron a discutir la necesidad de construir, dentro del área, conocimientos que contemplaran otras voces.
Ante esto, Moita Lopes destaca la necesidad de “escuchar y aprender de las voces del Sur”, es decir, considerar a quienes realmente experimentan las prácticas sociales y tratar de entender la vida social desde la perspectiva de estas voces marginadas. La propuesta es “traer otras voces latinoamericanas, para 'surear' (orientar hacia el sur) el debate y cuestionar la hegemonía occidental del Norte, que aún prevalece en la definición de nuestros problemas de investigación”.
Surear, en la Lingüística Aplicada, significa reorientar la naturaleza de la formulación de problemas de investigación y participar socialmente desde trabajos sobre sexo y género, racismo, proletarización docente, exclusión y enseñanza en la escuela pública, interculturalidad en la producción de textos escolares, en la formación del profesorado, en los currículos de la escuela. Estos temas resultan atractivos para lingüistas aplicados que quieren mirar, con ojos del Sur, al Sur, desde una posición ventajosa porque es limítrofe y al mismo tiempo externa, ocupando, así, una tercera, diferente y privilegiada posición.

## "América Invertida" de Joaquín Torres García

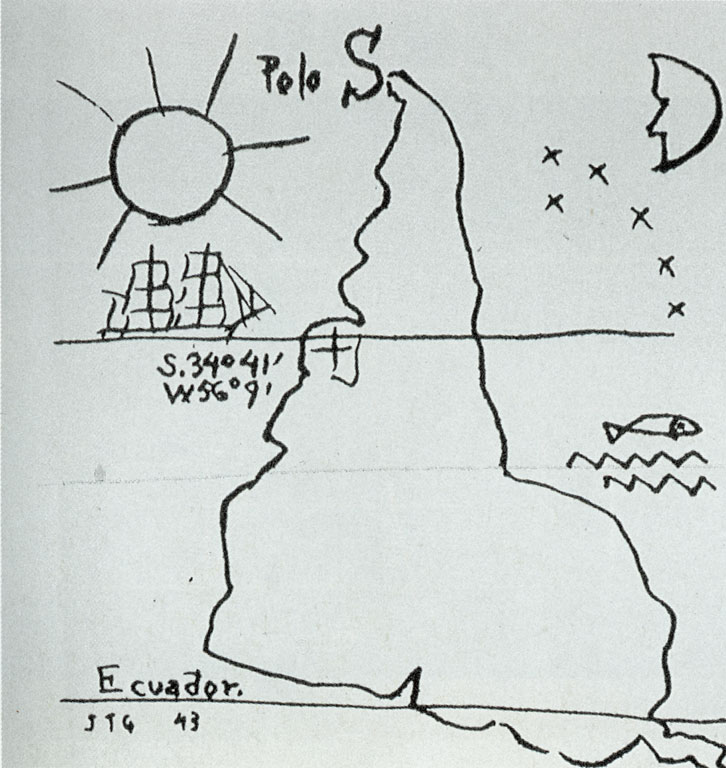
"América Invertida" (1943), de Joaquín Torres García.

Aunque el término surear haya sido utilizado, por primera vez, en la década de 1990, por el físico brasileño Marcio D'Olne Campos, y luego difundido en el campo educativo por Paulo Freire, el uruguayo Joaquín Torres García propuso una metáfora que anticipaba la perspectiva del sureamiento, dibujando, en 1943, el mapa de América al revés, mostrando el mundo desde otra perspectiva.
“Nuestro norte es el Sur. No debe haber norte, para nosotros, sino por oposición a nuestro Sur. La punta de América, desde ahora, prolongándose, señala, insistentemente el Sur, nuestro Norte”, escribió Torres García.
En su obra, Torres García compuso un poderoso “símbolo de afirmación de una identidad cultural” y defendió la creación de una Escuela del Sur, buscando valorar nuestra cultura, respondiendo a la búsqueda constante de la globalización para 'homogeneizar' a los pueblos, con la sobrevaloración de todo lo que pertenece al hemisferio norte, e ilustrando una necesidad latinoamericana de buscar caminos propios.
La propuesta no era hacer con que los del sur se convirtieran en poseedores del poder en el continente, sino empezar a mirarnos a nosotros mismos de otra manera. Ocupando una nueva posición en el mundo, un lugar destacado. Donde todo lo nuestro, que viene del Sur, se convierte en nuestro norte.